# Sparkle (film, 2012)
Pour les articles homonymes, voir Sparkle.
Pour plus de détails, voir Fiche technique et Distribution.
Sparkle est un drame musical américain de Salim Akil, sorti le 10 août 2012. Il s'agit d'un remake de Sparkle (en). Alors que la version originale narrait l'histoire des trois sœurs Williams, qui après avoir fait leurs débuts dans une chorale de Harlem, se retrouvaient devant les projecteurs à la fin des années 1950, le remake a lieu en 1968 à Détroit pendant la montée de la Motown.

## Synopsis
Dans les années 1960, à Harlem, les talents d'écrivaine de Sparkle Williams propulse elle et ses deux sœurs vers la célébrité. Leur vie est très vite bouleversée par les vices du métier, qui impacteront plus particulièrement l'aînée et chanteuse principale, Sister.

## Fiche technique
- Titre original : Sparkle
- Titre français : Sparkle
- Réalisation : Salim Akil
- Scénario : Mara Brock Akil et Salim Akil
- Production : Debra Martin Chase, TD Jakes, Whitney Houston, et Curtis Wallace
- Costumes : Ruth E. Carter
- Musique originale : R. Kelly
- Pays d'origine :  États-Unis
- Date de sortie : 
  -  États-Unis : 10 août 2012
  -  France : 12 septembre 2012

## Distribution
- Whitney Houston (VF : France Bastoen) : Emma Anderson, la mère
- Jordin Sparks (VF : Marie Du Bled) : Sparkle Anderson
- Derek Luke (VF : Nicolas Matthys) : Stix
- Carmen Ejogo (VF : Marcha Van Boven) : Tammy « Sister » Anderson
- Tika Sumpter  (VF : Valérie Muzzi) : Dolores Anderson
- Michael Beach (VF : Claudio Dos Santos) : Révérend Bryce
- Omari Hardwick : Levi
- Tamela J. Mann (VF : Monique Clémont) : Sara Waters
- Cee Lo Green : Présentateur
- Mike Epps : Satin